# Chilothorax exilimanus
Chilothorax exilimanus är en skalbaggsart som beskrevs av Kabakov 1996. Chilothorax exilimanus ingår i släktet Chilothorax och familjen Aphodiidae. Inga underarter finns listade i Catalogue of Life.